# Viagem a Portugal (filme)
Viagem a Portugal é um filme português, realizado e escrito por Sérgio Tréfaut, baseado numa história verídica. É a primeira longa-metragem de ficção deste realizador, protagonizado por Maria de Medeiros, Isabel Ruth e Makena Diop.

## Sinopse
Maria, uma médica ucraniana, vem a Portugal passar um ano com Greco, o seu marido, também ele médico. À chegada ao aeroporto de Faro é abordada por agentes do Serviço de Estrangeiros e Fronteiras que a levam para uma sala de interrogatórios, sem quaisquer explicações. Tudo isto ocorre pelo facto de as autoridades desconfiarem que algo de ilegal deve estar por detrás daquela viagem, uma vez que ela é da Europa de Leste e o seu marido é senegalês.

## Elenco
- Maria de Medeiros… Maria Itaki
- Isabel Ruth… inspetora
- Makena Diop… Grego Itaki
- Rebeca Close… Brenda
- Pedro Pacheco… inspetor do primeiro dia
- José Wallenstein… inspetor do segundo dia
- Mykola Chaban… intérprete
- Miguel Mendes… agente de viagens
- António Pires… polícia da alfândega
- Jorge Barros… polícia simpático
- Miguel Figueira… polícia bruto
- Nuno César… graduado de serviço
- Nuno Milagre… polícia de fronteira
- Gracinha… mulher polícia
- João Bénard da Costa… diretor da polícia de fronteira

## Prémios e nomeações
Caminhos do Cinema Português de 2011 (Portugal)
| Categoria                             | Resultado |
| ------------------------------------- | --------- |
| Melhor filme                          | Venceu    |
| Melhor atriz secundária — Isabel Ruth | Venceu    |

Globos de Ouro de 2012 (Portugal)
| Categoria                        | Resultado |
| -------------------------------- | --------- |
| Melhor filme                     | Indicado  |
| Melhor atriz — Maria de Medeiros | Indicado  |